# Валльгау
Валльгау (нем. Wallgau) — община в Германии, в земле Бавария. Подчиняется административному округу Верхняя Бавария. Входит в состав района Гармиш-Партенкирхен. Население составляет 1394 человека (на 31 декабря 2010 года). Занимает площадь 33,96 км².

## Галерея

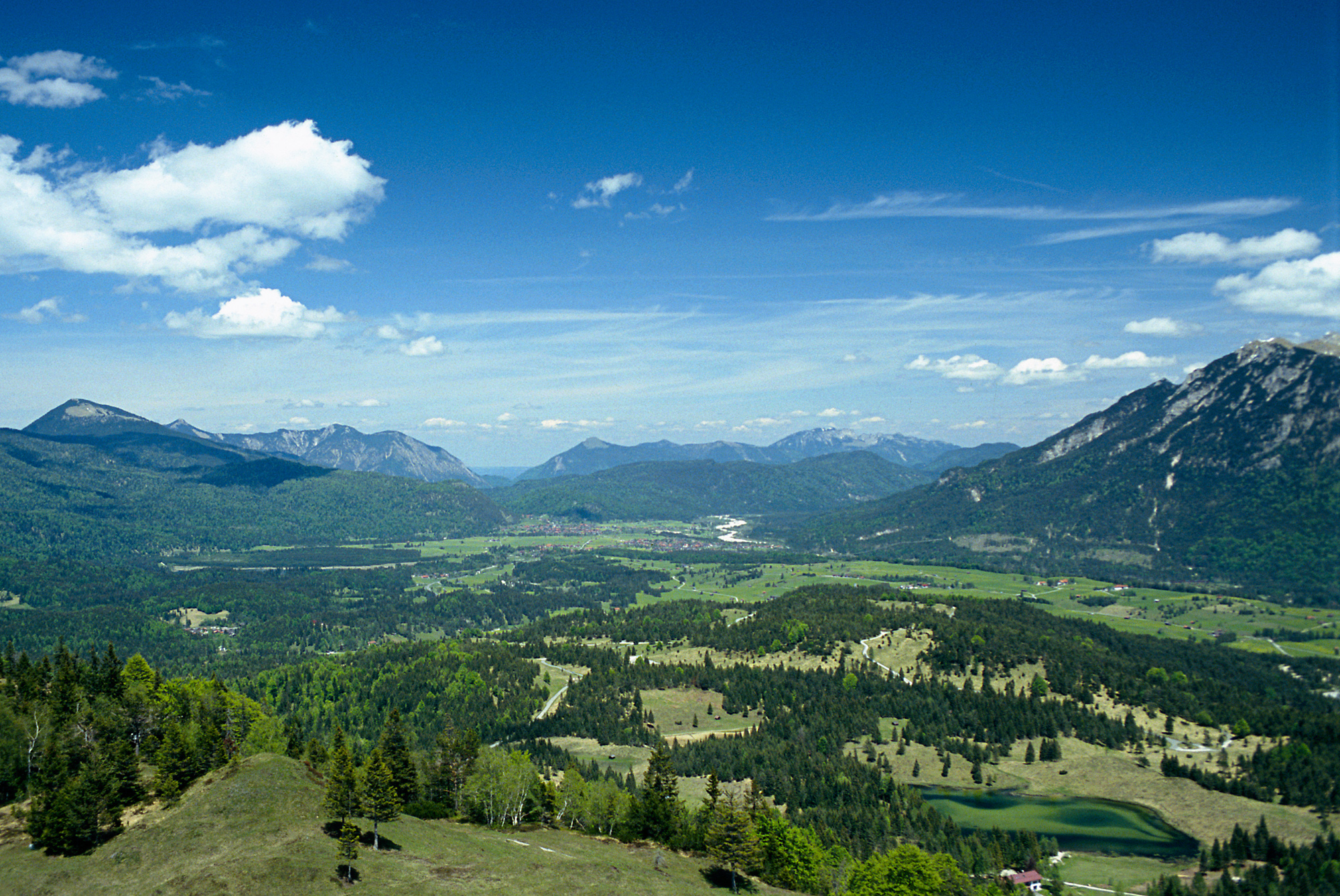
Вид с горы Кранцберг на Крюн, Валльгау и Изар
Зима в Валльгау
Это Валльгау